# Hemiodus microlepis
Hemiodus microlepis és una espècie de peix de la família dels hemiodòntids i de l'ordre dels caraciformes. És un peix d'aigua dolça i de clima tropical. Es troba a Sud-amèrica: conques dels rius Madeira, Tocantins i Orinoco.
Els mascles poden assolir 23,9 cm de longitud total.